# 战地2
《戰地風雲2》是一款于2005年发布的第一人稱射擊遊戲，是戰地風雲系列第三套遊戲。由瑞典的遊戲開發商Digital Illusions CE（DICE）開發。游戏使用了新的引擎，游戏性、物理和图像功能上面都有很大的进步。開發期間，戰地風雲1942知名模組Desert Combat的開發小組——Trauma Studios被DICE買下，加入了《戰地風雲2》的開發。 
《戰地風雲2》包含了單人以及多人遊戲，單人遊戲中玩家可以和15名電腦對戰（16人地圖，8V8模式），而多人連線則支援透過網際網路或區域網路進行64人對戰。玩家可以選擇三個陣營，分別是美國海軍陸戰隊（United States Marine Corps，USMC）、中國人民解放軍（People's Liberation Army，PLA）和虛構的中東聯合陣營（Middle East Coalition，MEC）。

## 遊戲背景
《戰地風雲2》主要講述的是一場虛擬的、在不久的未來發生在三個超級陣營——美國、中東聯盟、中國之間的戰爭，但是戰爭的展開只在美國和中東以及美國和中國之間（原版內中國和中東聯盟彼此無法對戰，某些MOD內可以）。所有軍隊的配置都是比較現代化的武器，還有已經退役的武裝，例如俄制AK-47和已被逐漸取代的M16A2。美軍使用他們最流行的武器例如M4卡賓槍等，中國軍隊使用新型的95式槍族及舊式的AK-47中國仿製版——56式自動步槍（但在遊戲中的名稱仍然是AK-47），而中東大多使用俄羅斯出產的槍械。所有的載具都可以讓玩家使用，並且上面還有已方陣營的標誌。
在擴充包《歐盟聯軍》中，第四支勢力──歐盟也加入了戰爭，在遊戲中歐盟以美國盟友的姿態出現，面對的敵人為中國和中東。使用的武器則來自英、法、德等主要歐盟國家。

## 遊戲內容
遊戲中有兩種的模式──征服（conquest）和合作（co-op），征服模式的玩法與前作《戰地風雲1942》和《戰地風雲：越南》類似，玩家必須透過控制據點來減少對方的兵力值，已方控制的據點越多，敵方的兵力值便減少的越快。當一方的兵力值減少至0時，遊戲便算結束。仍然有剩餘兵力值的一方獲勝，每重生一名士兵也會減少一點的兵力值。如果一方失去所有的據點而且沒有任何玩家存活，那他的兵力值就會被快速減至0，並且輸掉這場遊戲。合作模式基本上和征服模式相同，但合作模式中玩家對抗的是電腦AI。

### 步兵
和前作相同，玩家可以選擇多樣化的兵種，每種兵種有固定的武器和裝備，而且各有優缺點。玩家也可以撿起已死亡玩家的裝備來切換兵種，同時特定的兵種在載具中也能發揮它的效能，例如一台載有醫護兵的車輛可以對附近的友軍進行醫療，工兵在車上則可以維修周圍的友軍載具，補給兵在載具上可為附近友軍及載具進行補給。

### 小隊
玩家可以自行組成9支一至六人的小隊，提供了遊戲中更好的生存能力和多樣性。小隊成員也可以通過《戰地風雲2》內建的VoIP（Voice-over IP）來進行語音通訊。指揮官也可以派遣小隊各種任務，例如摧毀目標物、攻擊、移動和防禦。小隊長也可以自行創立任務，或是要求火炮、UAV（無人偵察飛機）以及補給品，也是唯一可以和指揮官進行VoIP通訊的玩家。小隊的隊員在陣亡後可以選擇在小隊長附近重生，這是一項非常大的好處，只要小隊長仍然存活，該小隊就可以擁有無限的兵力支援。

### 指揮官
指揮官是一方陣營中獨特的角色，由玩家自行申請擔任，若同時有數名玩家申請成為指揮官，則有軍銜最高的玩家擔任。
指揮官擔任一個控制整個戰局的重要角色，並且具有呼叫火炮、發射UAV、全地圖掃描及投射補給品和載具的功能。同時指揮官也可以即時觀看戰場的任何一個區域並且標示敵人的位置。指揮官仍然重生在戰場上，而且非常脆弱易受攻擊，所以保護指揮官的安全也是陣營的重要責任，指揮官陣亡的期間將不能獲得任何的援助。指揮官可以自行辭職開位置，或是在投票功能開啟的伺服器內，被玩家投票罷免。

### 績分系統
當玩家在官方許可認證的計分伺服器上進行遊戲时，玩家的武器使用情況、分數、殺敵數、死亡數等皆會被官方伺服器记錄，並且組成一個全球的排名，玩家達到一定的累積分數便可以提升官階，解開更多的武器和取得指揮官的優先權。玩家的積分統計資料可以在戰地風雲2或玩家開發的軟體中查看。（官方伺服器已關閉，現時只有部分私人伺服器開放）

### 戰場錄製
玩家可以透過遊戲內建的戰場錄製器來錄製遊戲過程，錄製檔案可透過戰地風雲2引擎播放，重播時可以切換視角（自由活動或是跟隨玩家）和加快速度。錄製的檔案可以被匯出成為AVI影片格式。戰場錄製功能可以用來拍攝遊戲影片。
该游戏只能以Server模式来录制游戏。

## 装备

### 载具
中国：
- 99式
- WZ551
- 南京牌吉普车
- 直-10
- 歼10
- 直-8
- PGZ-95自行高射炮
- 苏-30MKK战斗机

美国:
- M1A1
- LAV25
- M2布雷德利
- FAAV
- AH-1Z
- F15
- F18
- F35
- UH-60
- HMMWV

中东联盟:
- T-90
- BTR-90
- 2K22通古斯卡自行高射炮
- Mi-28
- Mi-17
- Mig-29
- 苏-34战斗轰炸机

## 發行

### 停止服务
美国艺电宣布于2014年6月30日起关停战地2在内的50余款游戏的对战服务器。
原先，EA承诺会继续提供戰地風雲1942，战地2，戰地風雲2142的线上服务，此次反悔的举动引发了大批战地2忠实玩家的不满和抗议。

### 資料片和擴充包

#### 特戰資料片
特戰資料片是戰地風雲2唯一的資料片，在戰地風雲2釋出後由DICE加拿大部門著手開發。這個資料片著重在非傳統的特殊戰鬥中，玩家可以控制美軍海豹部隊、英國特種空勤團（SAS）、俄羅斯特種部隊、中東聯盟特種部隊和武裝反抗軍。資料片新增了8張地圖和10種載具，包括AH-64阿帕契和Mi-24雌鹿直升機，玩家還可使用夜視鏡、催淚瓦斯、閃光彈等武器，遊戲中部分武器也被更換。玩家也有更多的獎章可以取得。此外，特戰資料片裡的數種武器可在戰地風雲2中使用。

#### 擴充包
玩家可以透過EA Link來下載擴充包。但自從2009年9月1日EA公司釋出1.5版更新檔，已將2個擴充包「歐盟聯軍」「裝甲勁旅」改為免費方式給玩家玩，在這之前仍是需要購買的。

##### 歐盟聯軍
戰地風雲2的第一個擴充包，在2006年3月14日釋出。该扩充包添加了三張新地圖，且玩家可以控制全新的歐盟陣營，使用欧盟士兵的新武器以及四種新載具。

##### 裝甲勁旅
在2006年6月6日釋出，剧情设定为PLA和MEC反攻美国本土。该扩充包增加了三張地圖，兩种新型載具：对地攻击的强击机和具备扫描敌人功能的侦察直升机。

### 更新檔
DICE在2007年初发布了1.41补丁。时隔两年后，于2009年9月1日发布了目前最新的1.50更新檔（遊戲內編號為1.5.3153-802.0）。1.50补丁除了修复一些BUG，调整了游戏的平衡性，还做了多项改进：正式添加了登陆战Operation Blue Pearl和载具战Highway Tampa兩張地图；去除需要光盤才可进入游戏的加密功能；增加对宽屏分辨率的原生支持。同时，欧洲力量和装甲劲旅两款扩展包也变为免费内容。但部份玩家安裝1.5更新檔後，如果在遊戲進行中按Alt + Tab 鍵切換視窗或跳回桌面會造成遊戲當掉。随后DICE釋出修正檔補救此缺失。
另外一个非官方修改檔可以允许玩家使用GeForce4系列的顯示卡进行游戏，不過缺點是上線後會被當成作弊永久封鎖。

### 試玩版
戰地風雲2的試玩版包含了地圖Gulf of Oman，支援單人和多人遊戲，並且具有支援16人和32人的遊戲模式。如果你擁有正式版本，你也可以在試玩版中使用解鎖的武器，也會顯示你在正式版的官階。2005年11月28日，EA關閉了所有官方的試玩版伺服器，但玩家仍然連上由其他玩家所架設的伺服器。試玩版裡的部分內容也因為正式版更新的關係和正式版有所不同。

## 評價和銷售
《戰地風雲2》根據2006年7月的統計，已經售出2,250,000套。戰地風雲2獲得各種不同的評價，從55家評論媒體得到平均91%的分數，其中包括來自Yahoo! Games、GameSpy、X-Play 5/5的高分，Computer Gaming World和PC Gamer給了94%。表示：
Its finely tuned maps and balanced gameplay prove that you CAN improve on perfection.
GameSpot給了9.3/10分：
when you experience Battlefield 2 like it's meant to be played, with everyone working together and using real-time voice chat, the game quickly becomes unlike anything else that you've played before.
部分評論媒體因為戰地風雲2釋出時的大量bug而給了較低的分數，例如給了8.7/10的Gaming Nexus表示：
I've had many cool experiences playing it and a lot of 'did I just see that' moments but all of that is crapped on by the bugs and quirks in the game.
許多玩家抱怨遲遲未被修復的bug和漏洞，例如目前最新的1.41版本，部分嚴重的問題被修復了，但某些伺服器和平衡問題仍然存在。
給予90%的Games Radar表示，你會獲得最佳的遊戲，如果你的電腦能夠支持它（if your machine is up to it）。

### 獎項
- E3 2005 Game Critics Awards：Best Online Multiplayer
- PC Gamer：2005 Game of the Year
- PC Powerplay：2005 Game of the Year
- Gamespot：2005 Multiplayer Game of the Year
- Maximum PC Gaming Awards：2006 Best Multiplayer

## 外部連結
- Electronic Arts戰地風雲系列網站